# Quiacaua
Quiacaua,  rod kukaca kornjaša iz porodice strizibuba (Cerambycidae) otkriven relativno nedavno, na području Brazila. Od dviju vrsta tipična je Q. abacta, otkrivena 1981. na području istočnobrazilske države Espírito Santo, a druga vrsta Q. taguaiba pronađena je također u Brazilu i to na podrčju države Pará.
Martins, 1997. klasificira ovaj rod velikom tribusu (plemenu) Eburiini, dijelu potporodice Cerambycinae

## Vrste
- Quiacaua abacta (Martins, 1981)
- Quiacaua taguaiba Martins, 1997